# Apollóniosz (szobrász)

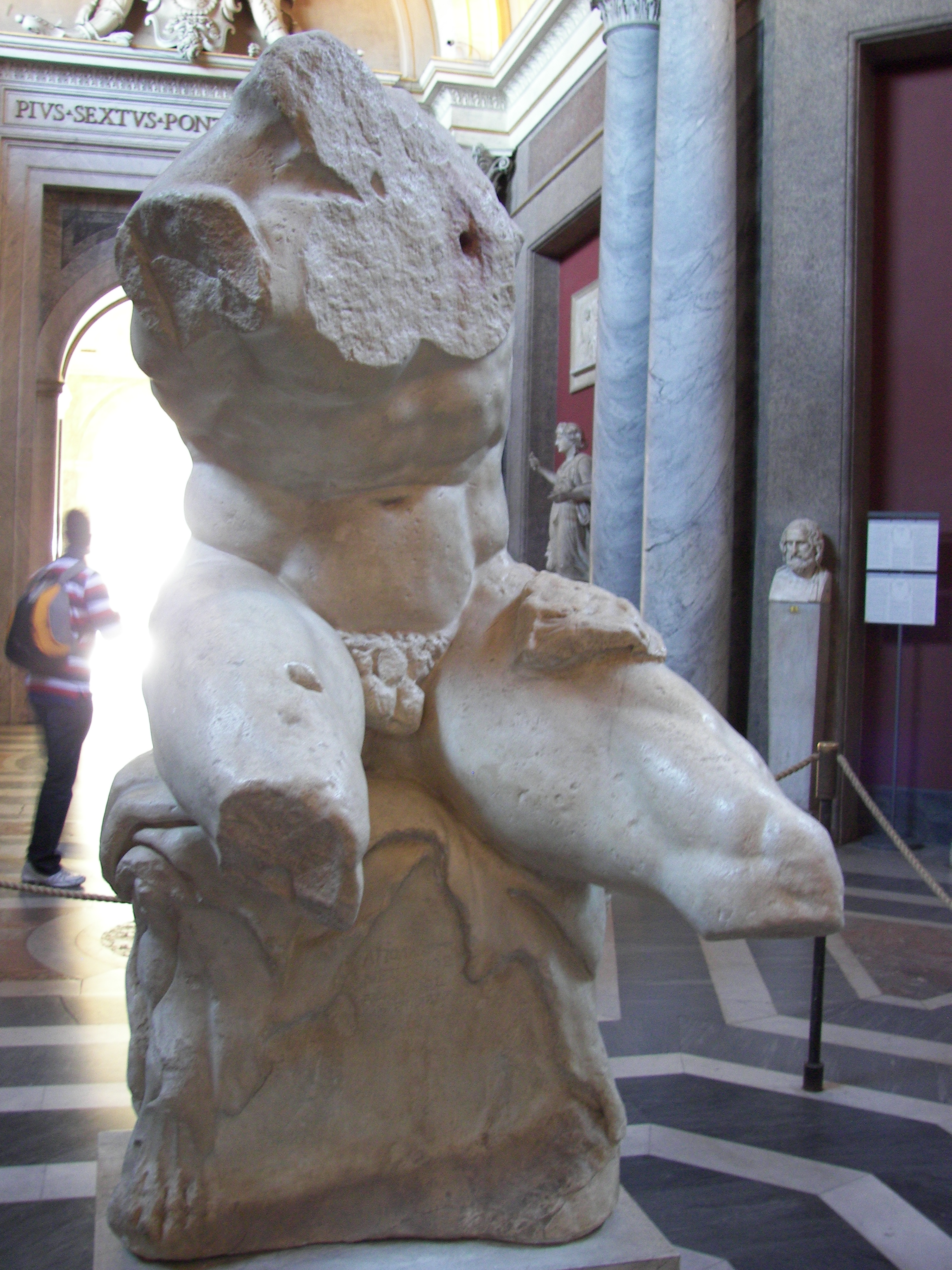
A Belvederei torzó

Apollóniosz (Kr. e. 1. század) görög szobrász, Athénban működött.
Nesztór fia volt. A 15. században, a kora reneszánsz idején előkerült  Belvederei torzón olvasható a szignatúrája (a szobor a Vatikáni Múzeumban látható). Stílusára jellemző az anatómiai részletek erőteljes kidolgozása, s e tekintetben közel áll a Borghese-vívó és a Laokoón-csoport alkotóihoz.